# Geelong
Geelong je drugi najnaseljeniji grad australske države Victoria. Grad ima 160,991 stanovnika (2006.). 
Grad je smješten na obali zaljeva Corio, koji je dio većeg zaljeva Port Phillip, i udaljen je od Melbournea 75 km (47 milja). Kroz Geelong protječe rijeka Barwon. Naselje je osnovano 1836., a postalo je gradom 1910. godine.
U sjevernom dijelu Geelonga postoji jedna velika zajednica hrvatske dijaspore: Pored Hrvatskog katoličkoga centra i nogometni klub Croatia Geelong koji se danas zove North Geelong Warriors. Iz toga kluba potiče i australski nogometni reprezentativac hrvatskih korijena Matthew Špiranović koji danas igra za 1. FC Nürnberg u njemačkoj Bundesligi i Joseph Anthony Didulica, vratar u nizozemskom AZ Alkmaaru i bivši hrvatski reprezentativac.